# Kawasaki ZZ-R 1200
Kawasaki ZZR 1200 – motocykl sportowo-turystyczny. Pod potężną czaszą ze zintegrowanymi kierunkowskazami, ukrywa się czterocylindrowiec z czterema gaźnikami, szesnastoma zaworami oraz maksymalną mocą 160 KM. Stabilne podwozie oraz wygodna pozycja kierowcy to zalety tego modelu.
Pierwszy egzemplarz ukazał się w 2002 r., w roku 2005 na rynek wypuszczono jego następcę ZZR 1400.

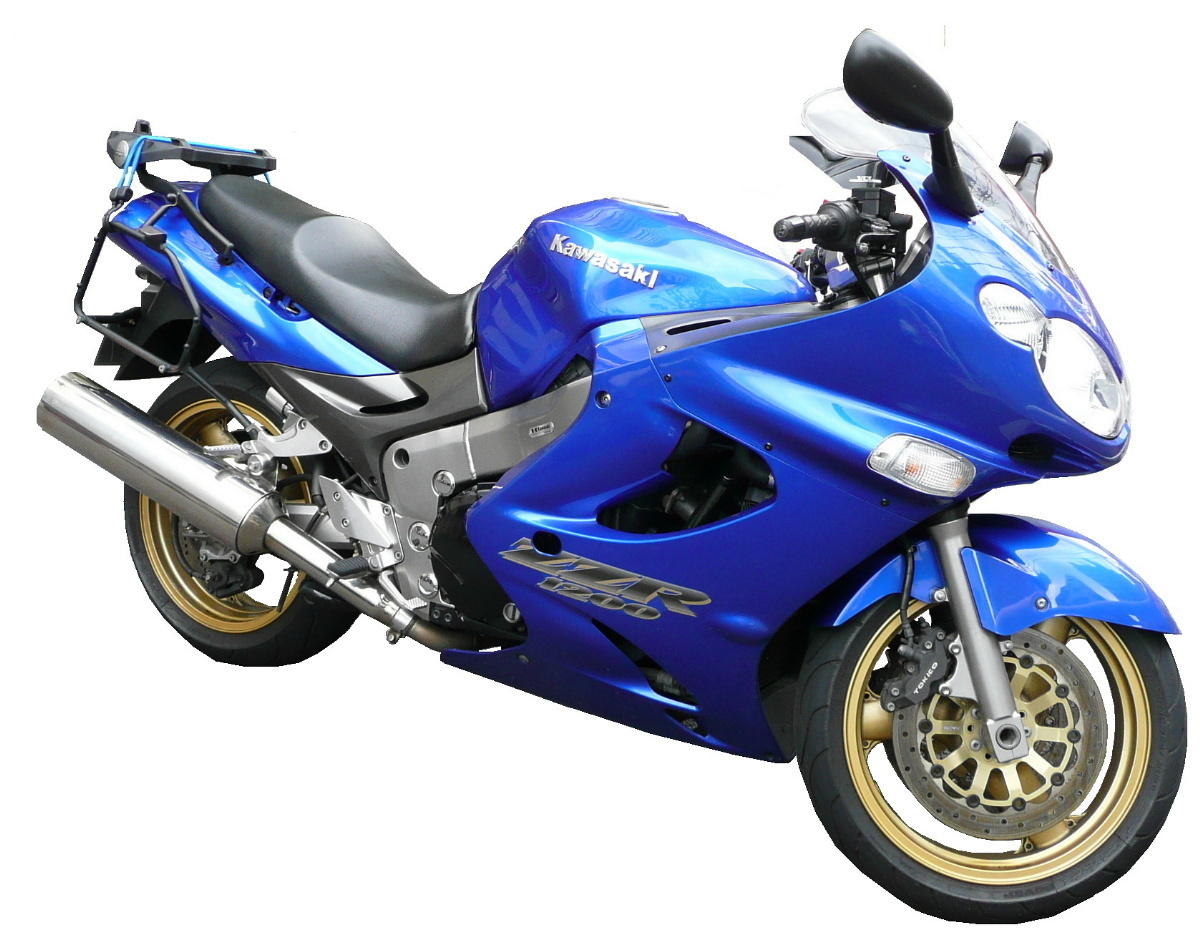
Kawasaki ZZR1200